# Sveaskog
Sveaskog AB ist ein in der Forstwirtschaft tätiges Unternehmen in Schweden und größter Waldeigentümer des Landes. Das zu den größten forstwirtschaftlichen Unternehmen Europas zählende Unternehmen gehört zu 100 Prozent dem schwedischen Staat. Neben der Lieferung von Holzprodukten ist Sveaskog auch mit der Vermarktung von Möglichkeiten zur Jagd und zum Angeln befasst. Weitere Geschäftsfelder sind der Handel mit Immobilien und Tätigkeiten im Tourismus. Sveaskog betreibt in Schweden diverse Ökoparks.

## Geschichte
Sveaskog entstand als eigenständiges Unternehmen 1999. Vorläufer waren die beiden staatlichen Unternehmen Domän AB und ASSI AB (Aktiebolaget Statens Skogsindustrie), die 1994 zu AssiDomän fusionierten. Im Zuge des Verkaufes von einem Viertel der Waldflächen AssiDomäns an Sveaskog 1999 verringerte der schwedische Staat sein Eigentum an AssiDomän auf 35 Prozent. Die restlichen 65 Prozent kaufte Sveaskog 2001 und wurde somit größter Waldeigentümer Schwedens.

## Beteiligungen
100-prozentige Tochterunternehmen von Sveaskog sind Svenska Skogsplantor, das Pflanzen- und Samenzucht betreibt, und Sveaskog Baltfor SIA, das für Holzeinkäufe auf dem baltischen Markt verantwortlich ist. An dem Sägewerksbetreiber Setra Group hält Sveaskog einen 50-prozentigen Anteil. Laut einem Beschluss des schwedischen Reichstages soll Sveaskog kein holzverarbeitendes Unternehmen sein, sondern nur Wald verwalten; dass der 50-prozentige Anteil nicht verkauft wird trifft daher seit Jahren auf Kritik.